# Parasaurolophus
Parasaurolophus (tillsammans med Saurolophus) tillhörde hadrosauriderna och levde under slutet av tidsperioden krita för 75 miljoner år sedan i det som skulle komma att bli Nordamerika. Parasaurolophus kunde bli 10 meter lång och är därmed en av de största hadrosaurierna. På huvudet hade Parasaurolophus en "kam" som sträcker sig som ett rör bak över nacken, en synnerligen ovanlig huvudform under tidsperioden, och forskarna trodde först att det rörde sig om en snorkel. Numera är den gängse uppfattningen att dinosaurien använde kammen för att signalera med ljud, likt en trumpet, eftersom den var ihålig. Om den uppfattningen är korrekt kan kammen ha använts till att avge kontaktljud, varningsläten, eller kanske parningsrop. Man brukar avbilda hannarna med längre kam än honorna, och vissa illustrationer visar en stor färgad hudflik mellan kammen och nacken.[källa behövs]
Parasaurolophus levde samtidigt som de köttätande tyrannosauriderna Daspletosaurus, Gorgosaurus och jättekrokodilen Deinosuchus. Parasaurolophus kan ha levt i hjordar från enbart ett fåtal djur till flera hundra individer.[källa behövs]
Eftersom Parasaurolophus inte hade några kroppsliga försvar (som pansar eller horn) var den troligen, som flera andra hadrosaurider, ett eftertraktat byte för rovdjur. Dock kan Parasaurolophus ha haft välutvecklade sinnen (syn, lukt och hörsel) för att kunna upptäcka fara. Parasaurolophus kan även ha placerat ut vaktposter när hjordarna stannade till för att äta eller vila. Upptäcktes fara kunde vaktposterna slå larm genom att utstöta ljud med hjälp av sina ihåliga kammar.[källa behövs]

## Populärkultur
Parasaurolophus har blivit en av de bäst kända dinosaurierna, och är en av bara fyra dinosaurier som kan ses i alla filmerna om Jurassic Park. Den syns även i filmserien Landet för längesedan samt Disneys film Dinosaurier.